# Soulless (Angel)
Soulless conocido en los doblajes de América Latina y España como Sin Alma es el decimoprimer episodio de la cuarta temporada de la serie de televisión estadounidense Ángel. El guion del episodio estuvo a cargo de las guionistas Sarah Fain y Elizabeth Craft y la dirección fue de Sean Austin. Se estrenó en los Estados Unidos el 5 de febrero de 2003.
En este episodio la pandilla trae de regreso a la tierra a Ángelus con tal de sacarle la información que consideran esencial para derrotar a la bestia. No obstante el desalmado vampiro hará todo lo posible por liberarse, empezando por revelar los oscuros secretos de toda la pandilla.   

## Argumento
Con Ángelus despierto en todo su esplendor, el equipo guarda el alma de Ángel en una caja fuerte y se preparan para interrogar al vampiro con tal de descubrir qué clase de relación tuvo con la bestia y así encontrar una manera de derrotar al demonio y recuperar el sol. Dado que nadie se atreve a interrogar a Ángelus, Wesley decide llevar a cabo el proceso con cierta emoción por estar cara a cara por primera vez con el legendario vampiro que estudió casi en toda su carrera como vigilante. Durante el interrogatorio, Ángelus se burla incansablemente del carácter de Wesley, buscando provocarlo al recordarle todos los pecados que lo separaron de sus amigos y los aspectos que él odia de sí mismo. Wesley se las arregla para soportar las provocaciones del vampiro pero con el inconveniente de no sacarle nada de información.
Después de rescatar a Fred de ser asesinada por Ángelus, Wesley besa a Fred, lo que provoca una terrible discusión y pelea con Gunn. Connor aprovecha la distracción para acercarse al vampiro que detestó toda su vida. Ángelus trata de provocar a Connor para pelear, pero son interrumpidos por la llegada de Cordelia, quien en una conversación privada lejos de Connor y con la cámara que graba al vampiro apagada, realiza un trato con Ángelus: Si revela la información sobresaliente de la bestia y la usan para rescatar al mundo, Cordelia se entregara a Ángelus sin excepción alguna. Ángelus acepta el trato de mala gana y revela que en el año 1789, la bestia recurrió a él para que lo ayude a matar a unas sacerdotisas con el poder para desvanecerlo. Cuando el vampiro se negó ayudarlo, la bestia fue desterrado de la dimensión por dichas sacerdotisas.
Con la información en sus manos, la pandilla consigue localizar el paradero de las descendientes de las sacerdotisas en una ciudad cercana a los Ángeles, pero al llegar encuentran una sorpresa: los cadáveres de las sacerdotisas junto a su familia. Al ver a una familia que fue feliz derribada, Connor comienza a llorar por sentirse identificado con el evento, hasta que él y los demás se ven obligados a escapar cuando son atacados por unos vampiros. Al regresar al hotel, todos quedan confundidos ya que nuevamente han sido acorralados por las acciones anticipadas de la bestia. Sin tener éxito en su plan de triunfar sobre la bestia al traer a Ángelus, todos se preparan para regresar a Ángel. Cordelia visita a Ángelus en su jaula para explicarle que su trato se terminó, dado que no pudieron salvar al mundo y le asegura que le pondrán su alma de nuevo, pero Ángelus no se muestra muy preocupado por ello. Cuando Cordelia sube para ensalmar al vampiro se topa con otra terrible sorpresa: el contenedor que tenía el alma de Ángel no está.

## Elenco

### Principal
- David Boreanaz como Ángel.
- Charisma Carpenter como Cordelia Chase.
- J. August Richards como Charles Gunn.
- Amy Acker como Winifred Burkle.
- Vincent Kartheiser como Connor.
- Alexis Denisof como Wesley Wyndam-Pryce.

## Producción
Este episodio fue el debut directoral del actor Sean Astin, quien interpretó a Samwise Gamgee en la exitosa trilogía cinematográfica: El Señor de los Anillos de Peter Jackson. Austin obtuvo la dirección de Sin Alma gracias a la intervención su cercano amigo, Doug Petrie quien mantuvo pláticas con David Greenwalt y Tim Minear para conseguir su cometido.

### Continuidad
- Sin contar a Cordelia y a Wesley, este es el primer encuentro entre Ángelus y el equipo de Investigaciones Ángel.
- Cuando Wesley trata de interrogar a Ángelus, este afirma que es su primer encuentro. No obstante esto contradice los eventos ocurridos en Eternity donde Ángel se convirtió brevemente en su alter ego y tuvo una pequeña discusión con Wesley.